# Temporada 1875-1876 del Liceu
La temporada 1875-1876 del Liceu és la de la soprano belga Marie Sass, que ha passat a la història com a primera intèrpret de L'Africaine i Don Carlo. Una transcendència encara més gran va tenir la presentació de Francesco Tamagno, que seria considerat el millor tenor de l'època i per al qual Verdi escriuria el seu Otello. A la seva primera temporada al Liceu, Tamagno cantà L'Africaine, Poliuto, Saffo, Lucia di Lammermoor, Ernani, Lucrezia Borgia, Ruy Blas, Il Guarany (estrena a Barcelona), Il trovatore, La Traviata, Robert le diable i Martha.
Cada vegada es presentaven més òperes del repertori francès que havien triomfat al país veí. Tres de l'aleshores molt famós Meyerbeer, dues de Daniel Auber, i dues de Gounod, totes elles, és clar, sempre en versió italiana.
El 21 d'octubre va començar la temporada, que va durar fins al dimarts de carnaval, amb els següents cantants de la companyia italiana sota la direcció d'Eusebi Dalmau:

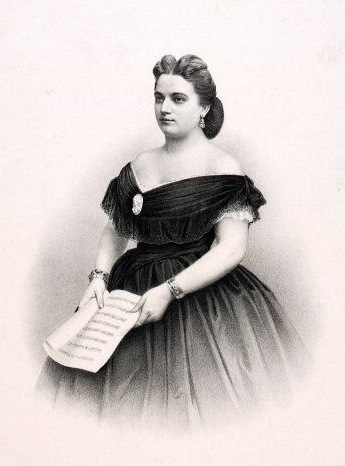
Marie Sass, al voltant de 1860

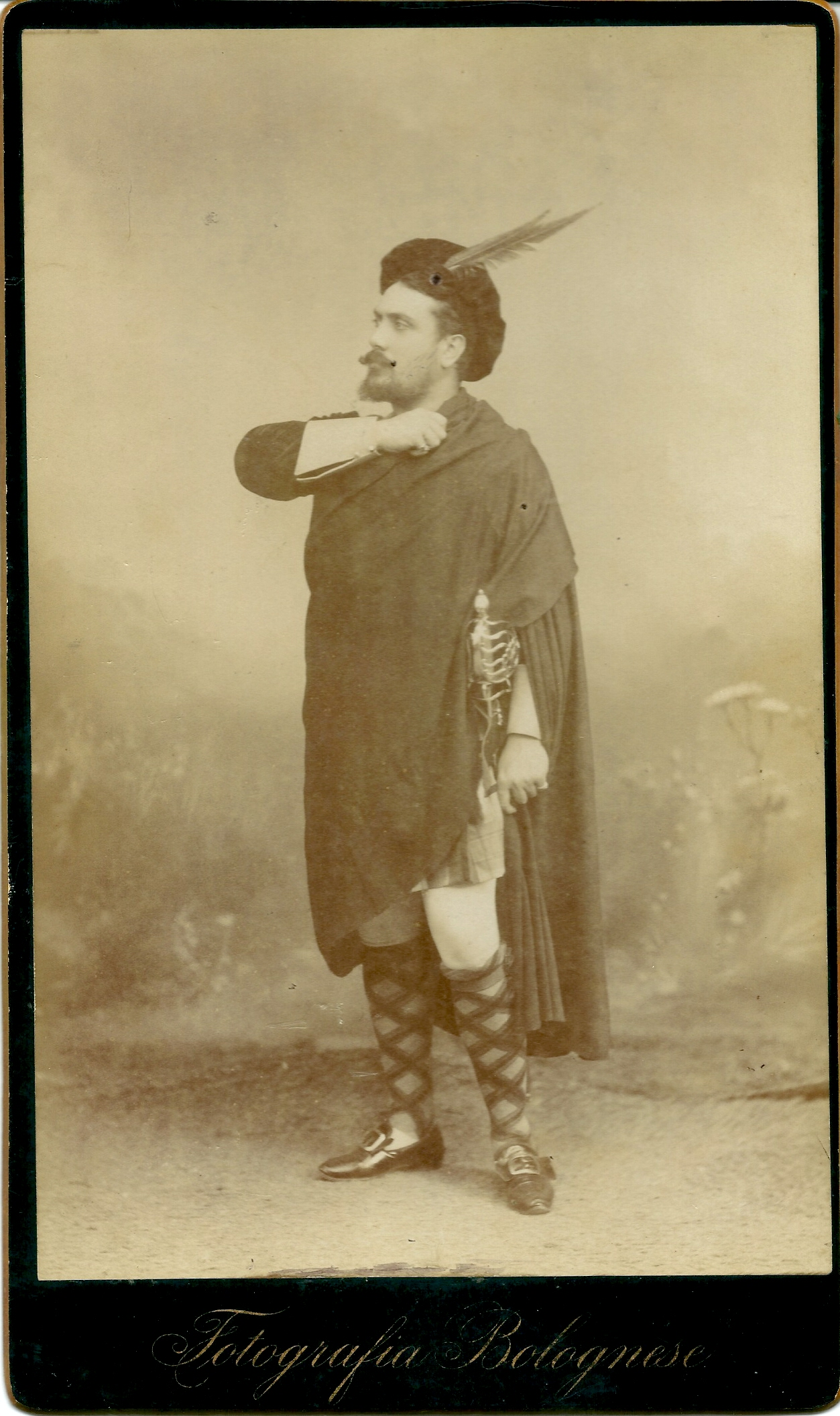
Francesco Tamagno

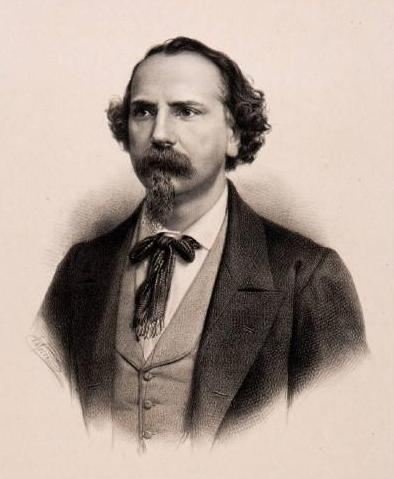
Emilio Naudin

- Alice Urban, prima donna soprano de veu fresca, espontània i de bon timbre, que emet segura i fàcilment, al pas que canta amb correcció, intel·ligència i notable expressió. Aquesta distingida cantatriu dramàtica va conquistar les simpaties del públic per la seva laboriositat infatigable, no menys que pels seus avantatjosos dots artístics.
- Fanny Rubini, prima donna soprano de veu extensa, ben timbrada i vibrant en els aguts, que emetia amb espontaneïtat, vocalització acurada, estil correcte i de bon gust i d'una gola tan dúctil que abocava amb notable netedat i facilitat el cant d'agilitat. Va ser molt ben rebuda i aplaudida i el públic no va escassejar les mostres de simpatia.
- Giustina Machvitz, prima donna contralt de veu fresca, encara que poc intensa, que canta amb soltesa però amb poca correcció.
- Ida Cristino, una altra prima donna mezzosoprano de veu prima però expansiva i d'un timbre una mica agre, que sense tenir una escola de cant recomanable, exerceix els seus papers amb seguretat i regularment.
- Adelaida d'Alberti, prima donna mezzosoprano de veu poc vibrant i una mica opaca en alguns punts, que havia cantat en el mateix coliseu en el penúltim any teatral. Aquesta cantatriu va ser contractada de nou al Liceu des de Pasqua fins a final de la temporada que va concloure el 31 de maig.
- Marie Sass, prima donna soprano que va ser contractada també en la curta temporada compresa des de Pasqua fins a últims de maig. Aquesta artista que va venir precedida d'una fama europea, ja que havia cantat en els principals teatres de París, Londres i altres capitals, tenia la veu sonora ben timbrada i flexible, encara que una mica feble ja en els punts mitjans, resultat del seu cansament. Sent notables els seus dots de cantatriu dramàtica, especialment la seva coratjosa expressió i sentiment, el públic va fer justícia al talent de la Sass amb les mostres de les seves simpaties.
- Elisa Villar de Volpini, distingida cantatriu del gènere lleuger, amb un estil de cant pur i correcte, i una execució àgil i neta, va tornar a ser escripturada des de Pasqua fins a acabar la temporada teatral, reiterant el públic les entusiastes proves de simpaties que ja li donés en el penúltim any teatral. Si bé la Volpini no havia perdut gens el seu talent de cantatriu, la seva veu emperò començava a ressentir la seva intensitat.
- Giulia Marziali-Passarini, prima donna soprano molt coneguda i apreciada del públic d'aquesta ciutat, ja que sis anys abans havia cantat en el mateix coliseu tota una temporada teatral, causant general entusiasme, tant per la puixança i força del seu òrgan vocal com pels seus distingits dots de cantatriu dramàtica. La Passarini, que va ser contractada a la fi de la temporada i per poques funcions, va tornar amb el mateix talent artístic que tan grats records havia deixat al públic filharmònic, però l'exercici de la seva llarga carrera artística havia fet ja efecte en la seva veu, que havia perdut bastant de la seva finor i de la seva força. Amb tot la Passarini fou també ben rebuda aquesta vegada i els concurrents al gran coliseu no li van escassejar els aplaudiments.
- Bossi, prima donna, contralt de veu bastant intensa però d'un timbre desagradable, i que no es recomana pel seu estil de cant. Aquesta cantatriu va ser contractada al mes de maig i va tenir poques simpaties.
- Trinitat Mestres, comprimaria ja coneguda i reescripturada en l'última temporada.
- Fanny Visconti, prima donna mezzosoprano, va cantar en tres representacions d'Un ballo in maschera, havent fet en el gran coliseu el seu debut en la carrera del cant dramàtic. Va donar a conèixer qualitats recomanables i el públic va rebre bé a la jove cantatriu.
- Francesco Tamagno, primer tenor de veu fresca, espontània, molt vibrant i extensa, a la qual imprimia bones inflexions i donà il·lació al cant, amb graduades modificacions d'intensitat. Aquestes circumstàncies, acompanyades de la força de la seva expressió, varen recomanar molt a aquest artista, que reunia totes les qualitats per arribar a ser un cantant de gran vàlua, i no és estrany que s'hagués captat generals simpaties.
- Melcior Vidal, primer tenor de veu bastant agradable, que va venir al seu país natal després d'haver-se fet una bona reputació artística en molts dels teatres d'Itàlia i a Amèrica. Encara que aquest artista cantà amb intel·ligència i gust, però no va estar en totes les seves facultats i només va donar algunes poques representacions del Rigoletto i va rescindir el seu contracte.
- Emilio Naudin, primer tenor, que havia cantat en el mateix coliseu catorze anys abans, amb general aplaudiment, i de qui el públic conservava excel·lent memòria, per les bones qualitats de cantor dramàtic, amb una vocalització clara i distinta, dicció intencionada i ben accentuada, correcte fraseig i notable expressió. Amb aquests dots artístics el tenor Naudin va compensar les facultats del seu òrgan vocal ja bastant cansat per la seva llarga carrera artística. El públic va fer justícia al talent d'aquest artista tributant sonors aplaudiments i altres manifestacions d'estima.
- Antonio Aramburo, primer tenor ja conegut del públic per haver cantat una curta temporada al Liceu pocs anys enrere. Aquest artista va tornar amb les mateixes qualitats favorables i desfavorables que la primera vegada, és a dir, veu robusta, sonora, potent i vibrant com poques n'hi havia, amb empenta i entusiasme en el cant, però també vocalització defectuosa i estil poc correcte. Les facultats naturals d'aquest cantant li van valer l'estima i aplaudiments del públic, en el curt temps d'un mes i mig que va funcionar a la fi la temporada.
- Girlandi, primer tenor que havia cantat en el Teatre de la Santa Creu pocs anys abans òpera francesa, de veu agradable i espontània, que cantava amb correcció i bon estil, encara que amb poca expressió. Aquest tenor va estar contractat al final de la temporada i només va cantar la Lucia i el Faust en poques representacions.
- José Mendioroz, primer baríton que va cantar al mateix teatre en l'últim any teatral, i que si bé conservava les mateixes facultats i qualitats, l'abús en què va incórrer de forçar la veu en els punts aguts l'induïa a pujar l'entonació. Va ser rebut amb les mateixes manifestacions d'estima que l'any anterior.
- Enrico Fagotti, primer baríton, de qui conservava bons records el públic filharmònic d'aquesta ciutat, doncs ja havia cantat en el teatre de la Santa Creu amb generals aplaudiments dinou anys abans i durant dues temporades. Si bé el cantant va tornar amb els mateixos dots artístics d'estil correcte, acurat i de bon gust, les seves facultats li havien minvat notablement, ja que durant la seva llarga carrera la seva veu havia perdut ja molta intensitat. Va ser ben rebut i bastant aplaudit del públic.
- Ladislao Miller, primer baix de veu robusta i força sonora, que cantava regularment però de vegades amb expressió exagerada.
- Francesc Uetam i Agustí Rodas, primers baixos reescripturats i ja coneguts.
- Sr. Majó i Sr. Viñals, segon tenor i segon baix, reescripturats.

A part de les 4 representacions de Un ballo in maschera, Hi hagué també una representació incompleta el 16 de març de 1876. Tot i que l'espectacle s'anunciava com Un ballo in maschera, l'òpera acabà amb la romança de baríton. Després s'interpretà l'acte IV de La juive d'Halévy. Es tractava d'un homenatge al tenor Emilio Naudin.
Per l'escàndol contra ell, durant un entreacte el tenor Giovanni Vizzani va rescindir el contracte però anuncià que acabaria l'òpera.
| Temporada 1875-1876 del Liceu |                      |                                     |                   | |           | |
| Òpera                         | Compositor           | Director musical                    | Director d'escena | Papers principals | Producció | Dates |
| L'Africana                    | Giacomo Meyerbeer    |                                     |                   | Ida Cristino, Francesco Tamagno |           | |
| Rigoletto                     | Giuseppe Verdi       | Eusebi Dalmau / Cosme Ribera (maig) |                   | Melcior Vidal (octubre, novembre) / Antoni Majjà (23 desembre) / Emilio Naudin (gener, març, maig), Enrico Fagotti, Fanny Rubini-Scalesi / Elisa Volpini (maig), José Capriles (octubre, novembre) / Agustí Rodas (gener, març, maig), Giustina Machvitz / Emilia Rossi (maig) |           | 23, 26, 30 octubre / 9, 12, 23 novembre / 23 desembre / 5, 18 gener / 21 març / 29 maig                                      |
| Poliuto                       | Gaetano Donizetti    | Eusebi Dalmau                       |                   | Enrico Fagotti, Ignasi Costa, Francesco Tamagno, Alice Urban, Francesc Uetam, Antoni Majjà, Josep Gómez |           | 28, 31 d'octubre / 2, 6, 11, 14, 19, 27 de novembre / 2, 14, 26 desembre / 6, 11, 21, 31 gener / 17, 22, 28 febrer / 30 març |
| Dinorah                       | Giacomo Meyerbeer    |                                     |                   | |           | |
| Lucia di Lammermoor           | Gaetano Donizetti    |                                     |                   | |           | |
| La favorita                   | Gaetano Donizetti    | Eusebi Dalmau                       |                   | Alice Urban, Giovanni Vizzani (1 desembre), Tomás de Azula (12 desembre), Emilio Naudin (28, 29 desembre, gener), José Mendioroz, Francesc Uetam, Antoni Majjà (desembre), Josep Gómez (gener), Trinitat Mestre                                                                |           | 1, 12, 28, 29 desembre / 2, 23 gener                                                                                         |
| Ernani                        | Giuseppe Verdi       |                                     |                   | |           | |
| Fra Diavolo                   | Daniel Auber         |                                     |                   | |           | |
| Un ballo in maschera          | Giuseppe Verdi       | Eusebi Dalmau/Cosme Ribera (maig)   |                   | Emilio Naudin, José Mendioroz, Fanny Visconti (gener), Giulia Marziali-Passerini (maig), Giustina Machvitz (gener), Emilia Rossi (maig), Ida Cristino, Juli Faix, Agustí Rodas, Francesc Viñals, Josep Gómez, Ignasi Costa                                                     |           | 15, 16, 27 gener / 28 maig                                                                                                   |
| Lucrezia Borgia               | Gaetano Donizetti    |                                     |                   | Antonio Aramburo, Julián Gayarre |           | |
| Ruy Blas                      | Filippo Marchetti    |                                     |                   | |           | |
| Ebrea                         | Fromental Halévy     |                                     |                   | Ida Cristino, Francesco Tamagno |           | |
| Il Guarany                    | Antônio Carlos Gomes |                                     |                   | |           | 7 de març |
| Il trovatore                  | Giuseppe Verdi       | Eusebi Dalmau                       |                   | José Mendioroz, Alice Urban (març) / Giulia Marziali-Passerini (maig), Sra. Rosselló (març) / Emilia Rossi (maig), Francesco Tamagno (març) / Antonio Aramburo (maig), Agustí Rodas, Trinitat Mestres, Josep Gómez                                                             |           | 23 març, 26 maig |
| Norma                         | Vincenzo Bellini     | Eusebi Dalmau                       |                   | Ida Cristino, Francesco Tamagno, Antonio Aramburo, Emilio Naudin, Ladislao Miller, Alice Urban, Trinitat Mestres |           | |
| La traviata                   | Giuseppe Verdi       | Eusebi Dalmau/Joan Baptista Dalmau  |                   | Elisa Volpini, Francesco Tamagno, Enrico Fagotti |           | |
| Roberto il Diavolo            | Giacomo Meyerbeer    |                                     |                   | |           | |
| La muta di Portici            | Daniel Auber         |                                     |                   | |           | |
| Martha                        | Friedrich von Flotow |                                     |                   | |           | |
| Faust                         | Charles Gounod       |                                     |                   | |           | |